# Championnat d'Irak de football 1991-1992
Navigation
Saison précédente Saison suivante
La saison 1991-1992 du Championnat d'Irak de football est la dix-huitième édition de la première division en Irak, l' Iraqi Premier League. La compétition se déroule sous la forme d'une poule unique où les vingt meilleurs clubs du pays s'affrontent deux fois au cours de la saison, à domicile et à l'extérieur. À l'issue de la compétition, afin de faire passer le championnat à 24 équipes, les cinq meilleurs clubs de deuxième division sont promus tandis que les trois derniers du classement affrontent le 6e de D2 en barrage de promotion-relégation.
C'est le club d'Al Qowa Al Jawia Bagdad qui remporte le championnat cette saison après avoir terminé en tête du classement final, avec deux points d'avance sur le tenant du titre, Al-Zawra'a SC et trois sur Al-Karkh SC. C'est le troisième titre de champion d'Irak de l'histoire du club, qui réussit même le doublé en s'imposant en finale de la Coupe d'Irak face à Khutot FC.

## Les clubs participants
| - Arbil SC - Al Sina'a Bagdad - Al Shorta Bagdad - Najaf FC - Al Nafat Bagdad - Khutot FC - Promu de D2 - Samarra FC - Tijara FC - Al-Amana Bagdad - Promu de D2 - Salam FC - Promu de D2 | - Al Shabab Bagdad - Al Qowa Al Jawia Bagdad - Al-Zawra'a SC - Talaba SC - Al-Karkh SC - Mossoul FC - Promu de D2 - Al Salikh - Al Mina'a Bassora - Salahaddin FC - Promu de D2 - Koot FC - Promu de D2 |

## Compétition
Le barème de points servant à établir les classements se décompose ainsi :
- Victoire : 2 points
- Match nul : 1 point
- Défaite : 0 point

### Classement
| Rang | Équipe                   | Pts | J  | G  | N  | P  | Bp | Bc | Diff |
| ---- | ------------------------ | --- | -- | -- | -- | -- | -- | -- | ---- |
| 1    | Al Qowa Al Jawia BagdadC | 63  | 38 | 27 | 9  | 2  | 56 | 17 | +39  |
| 2    | Al-Zawra'a SCT           | 61  | 38 | 27 | 7  | 4  | 87 | 24 | +63  |
| 3    | Al-Karkh SC              | 60  | 38 | 26 | 8  | 4  | 70 | 29 | +41  |
| 4    | Talaba SC                | 55  | 38 | 24 | 7  | 7  | 66 | 29 | +37  |
| 5    | Al Shorta Bagdad         | 46  | 38 | 17 | 12 | 9  | 33 | 21 | +12  |
| 6    | Najaf FC                 | 40  | 38 | 13 | 14 | 11 | 33 | 27 | +6   |
| 7    | Khutot FCP               | 40  | 38 | 11 | 18 | 9  | 32 | 31 | +1   |
| 8    | Al Nafat Bagdad          | 39  | 38 | 14 | 11 | 13 | 44 | 24 | +20  |
| 9    | Al Mina'a Bassora        | 37  | 38 | 12 | 13 | 13 | 39 | 42 | -3   |
| 10   | Al-Amana BagdadP         | 34  | 38 | 10 | 14 | 14 | 26 | 34 | -8   |
| 11   | Mossoul FCP              | 34  | 38 | 10 | 14 | 14 | 26 | 39 | -13  |
| 12   | Salam FCP                | 33  | 38 | 10 | 13 | 15 | 28 | 34 | -6   |
| 13   | Salahaddin FCP           | 33  | 38 | 8  | 17 | 13 | 34 | 42 | -8   |
| 14   | Al Shabab Bagdad         | 33  | 38 | 6  | 21 | 11 | 28 | 39 | -11  |
| 15   | Samarra FC               | 31  | 38 | 9  | 13 | 16 | 27 | 57 | -30  |
| 16   | Al Sina'a Bagdad         | 31  | 38 | 9  | 13 | 16 | 26 | 48 | -22  |
| 17   | Koot FCP                 | 27  | 38 | 6  | 15 | 17 | 22 | 48 | -26  |
| 18   | Tijara FC                | 25  | 38 | 7  | 11 | 20 | 24 | 42 | -18  |
| 19   | Al Salikh                | 19  | 38 | 3  | 13 | 22 | 12 | 51 | -39  |
| 20   | Arbil SC                 | 19  | 38 | 6  | 7  | 25 | 30 | 71 | -41  |

|  | Champion d'Irak 1992                                                                |
|  | Participation au barrage de promotion-relégation                                    |
|  | T : Tenant du titre C : Vainqueur de la Coupe d'Irak P : Promu de deuxième division |

### Matchs

#### Barrage de promotion-relégation
Les trois derniers de première division, Tijara FC, Al Salikh et Arbil SC affrontent le 6e de D2, Bahri FC, pour déterminer les deux derniers clubs participant au championnat la saison prochaine. Les résultats complets ne sont pas connus mais on sait que seuls Tijara FC et Arbil SC se sont maintenus.

## Bilan de la saison
| Championnat d'Irak de football 1991-1992   |                                                               |
| Champion                                   | Al Qowa Al Jawia Bagdad (3e titre)                            |
| Coupes et trophées                         |                                                               |
| Vainqueur de la Coupe d'Irak 1991-1992     | Al Qowa Al Jawia Bagdad                                       |
| Qualifications continentales               |                                                               |
| Coupe d'Asie des clubs champions 1992-1993 | Aucun                                                         |
| Coupe des Coupes 1992-1993                 | Aucun                                                         |
| Promotions et relégations                  |                                                               |
| Promus en Iraqi Premier League             | Al Jaish Bagdad Ramadi FC Diwania FC Kirkuk FC Aldoor Al-Ahly |
| Relégués en Iraqi Second League            | Al Salikh                                                     |